# Jösse Car
Jösse Car — шведский производитель спортивных автомобилей с производством в Арвике.
Основан в 1994 году. Основной целью было создание нового спортивного автомобиля с использованием компонентов шведской автомобильной промышленности (Volvo, Saab). Первый прототип был создан в 1995 году, модель получила название «Indigo 3000», производство было начато в 1996 году. Были планы производить 500 автомобилей в год, но из-за финансовых проблем компания обанкротилась через 3 года.
В 2014 году компания Braun Holding AB выкупила интеллектуальную собственность Jösse, и в феврале 2015 года было представлено несколько изображений обновлённой модели Indigo 3000R. Было заявлено об окончании разработки новой модели и запуск её в серию. Всего было внесено 50 изменений, модель будет представлена в версиях — купе и родстер. Новая модель будет производиться ограниченной серией по 10 экземпляров, стоимость 100000 евро.